# Teta

Litera grecească Teta, majusculă și minusculă

Teta (majusculă Θ sau ϴ, literă mică θ sau ϑ, în greacă veche θῆτα, „thē̂ta”, iar în greacă θήτα, „thī́ta”) este a opta literă a alfabetului grec.
În sistemul de numerație alfabetică greacă avea valoarea 9. Teta provine din litera feniciană 𐤈 (teth).